# Landwirtschaft in der DDR
Die Entwicklung der Landwirtschaft in der DDR begann schon mit der Errichtung der SBZ 1945 und endete mit der DDR 1990. Die Landwirtschaftspolitik der DDR (ab 1949) lässt sich in drei Entwicklungsphasen einteilen. Ab 1945 wurden in der Bodenreform etwa 40 Prozent der landwirtschaftlichen Nutzfläche entschädigungslos enteignet und neu verteilt. Ab 1952 begann in einer zweiten Phase die Kollektivierung mit der gleichzeitigen Abschaffung inhabergeführter landwirtschaftlicher Betriebe. Schon in den 1960er Jahren begann eine dritte Phase der Spezialisierung und „Industrialisierung“, in der die DDR-Führung erfolglos versuchte, mit den durch die Zwangskollektivierung entstandenen Strukturen ökonomisch gegenüber dem kapitalistischen Ausland die Überlegenheit des Sozialismus zu demonstrieren. Daneben vollzogen sich über 40 Jahre der technische Wandel und die soziale Veränderung der Agrarbevölkerung. 

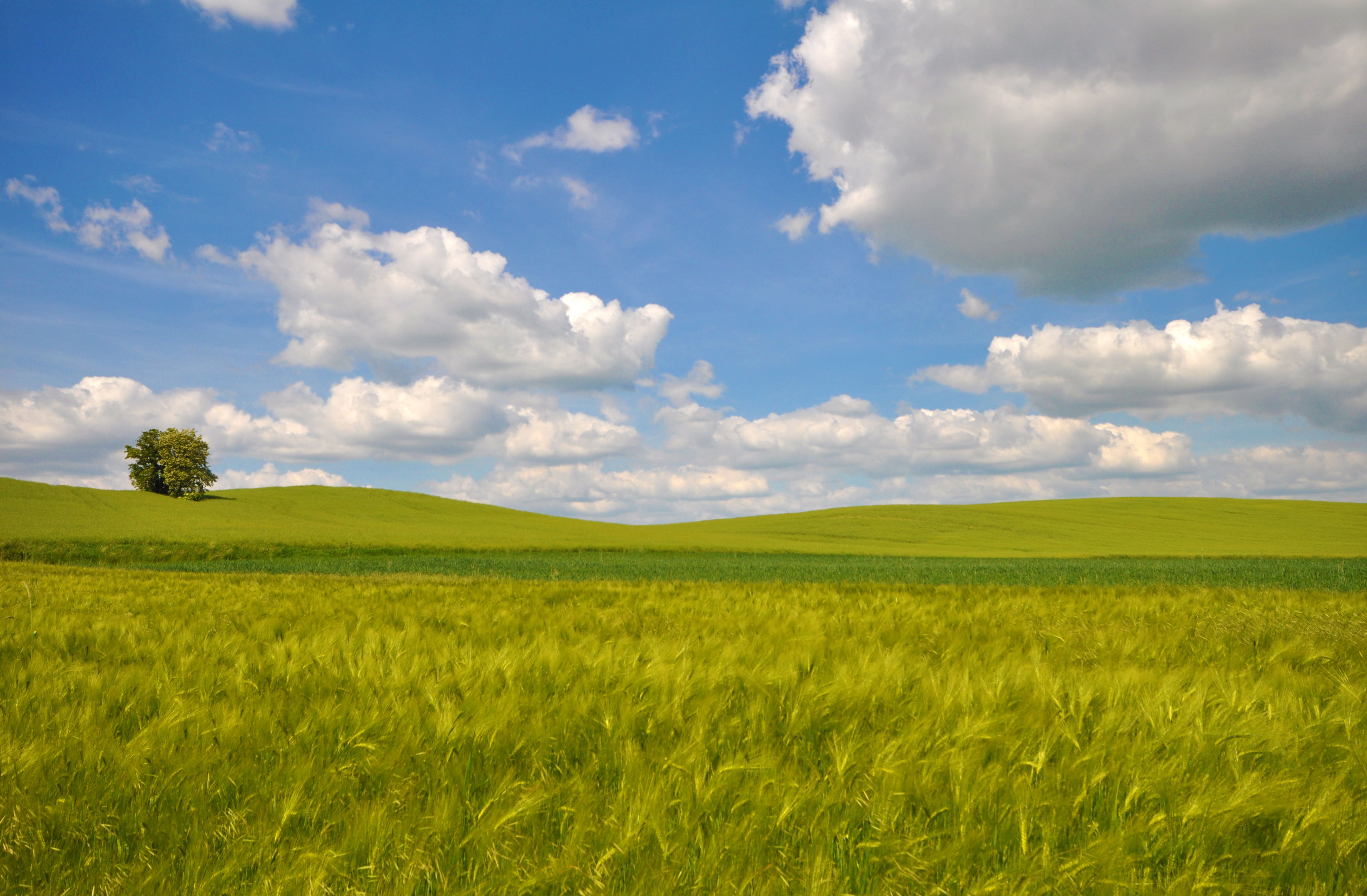
Im Zuge der Kollektivierung entstanden auf dem Gebiet der DDR (hier in Brandenburg) sehr viel größere Schläge als auf dem Gebiet der Bundesrepublik Deutschland

## Phasen der Landwirtschaftspolitik

### Enteignungen und Schaffung von Neubauernstellen ab 1945

#### Vorplanungen

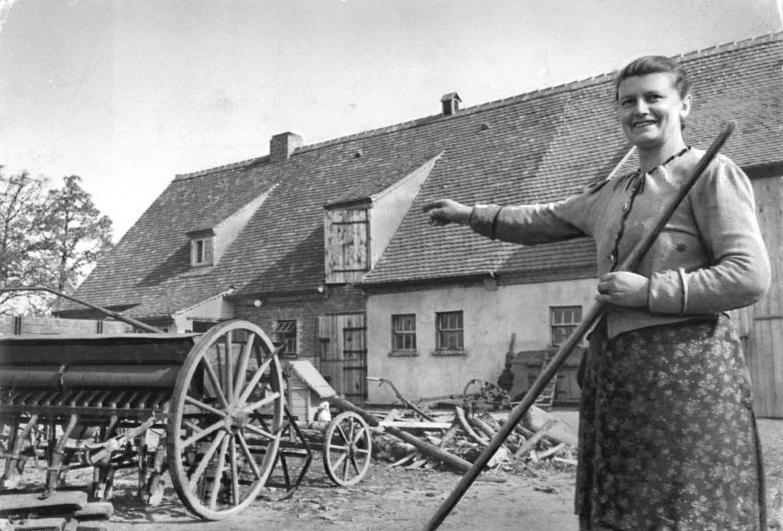
Neubauer aus Althaldensleben b. Magdeburg, 1951

Nach der Casablanca-Konferenz konstituierte sich in Moskau ab dem 6. Februar 1944 eine zwanzigköpfige „Arbeitskommission des Zentralkomitees (ZK) der KPD“, in der Mitglieder des Nationalkomitee Freies Deutschland in enger Absprache mit sowjetischen Stellen das „Aktionsprogramm des Blocks der kämpferischen Demokratie“ verfassten. Als Ziele für die weitere Entwicklung der Landwirtschaft und den ländlichen Raum wurden die Tilgung des nationalsozialistischen Erbes, die Sicherung der Ernährung sowie die Schaffung eines engen Bündnisses zwischen der Arbeiterschaft und den „werktätigen“ Bauern festgelegt. In dem Aktionsprogramm wurde eine Landreform gefordert, ohne auf die speziellen Rahmenbedingungen einzugehen. Die KPD-Führung entstammte weit überwiegend einem städtischen Umfeld und war aufgrund ihrer Herkunft kaum in der Lage, präzisere Planungen für die Landwirtschaft zu erarbeiten, sie beschränkte sich deshalb darauf, marxistische Theorien anzuwenden. Die ersten konkreten Planungen blieben bei der Absicht, Kleinbauern als „natürliche Verbündete“ und Gutsbesitzer als unerwünscht zu betrachten; mittlere Betriebe sollten „neutralisiert“ werden. Noch bestand keine Zielsetzung, eine kommunistische Agrarpolitik ohne Privateigentum zu verwirklichen. Am Ziel der Enteignungen wurde trotzdem festgehalten, obwohl beispielsweise Edwin Hoernle, als einer der wenigen mit landwirtschaftlichen Fachkenntnissen in der KPD, schon in Moskau vor den ökonomischen Folgen mit geringerer Produktivität gewarnt hatte.

#### Rahmenbedingungen in der SBZ
In der unmittelbaren Nachkriegszeit in Deutschland mussten die Bevölkerung und die staatlichen Verwaltungen in allen Besatzungszonen den Konsumgüterverbrauch bewirtschaften, wozu insbesondere in der Landwirtschaft erzeugte Lebensmittel gezählt wurden. Die Wirtschaft war ein eher am Prinzip der Planwirtschaft und weniger nach marktwirtschaftlichen Gesetzen orientiertes System, welches über Lebensmittelkarten und Festpreise die Erzeugung und den Verbrauch reglementierte.

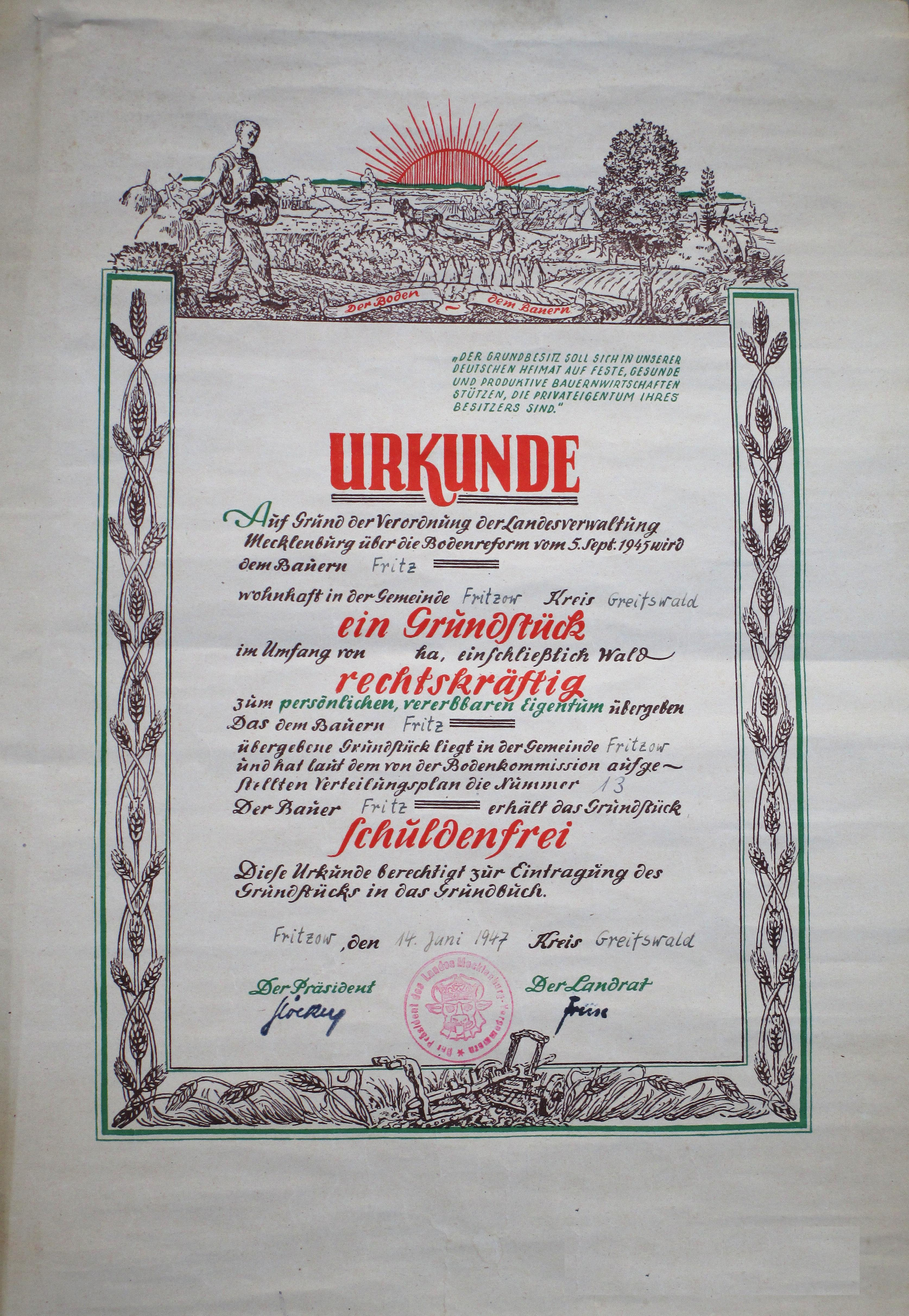
Bodenreformurkunde 1947 (weil Saatzuchtgut erst verspätet)

In der Sowjetischen Besatzungszone waren als potentiell zu enteignende Gutsbetriebe, bezogen auf das Ergebnis der Betriebszählung 1939, insgesamt 9050 Betriebe mit einer Fläche über 100 ha betroffen. Das waren 1,5 Prozent der Betriebe, welche 28,3 Prozent der landwirtschaftlichen Nutzfläche (LN) bewirtschafteten. Bis 1949 sind von diesen 7079 Betriebe, die sich überwiegend vorher im Privatbesitz befunden hatten, enteignet worden. Auf der insgesamt beschlagnahmten Nutzfläche, die rund 34 % der gesamten LN ausmachte, wurden bis Ende 1950 210.259 Neubauernstellen geschaffen, womit das in Moskau formulierte Ziel der agrarstrukturellen Änderung mit der Schaffung einer neuen sozialen Gruppe, welche als Kleinbauern nach Ansicht der KPD-Führung natürliche Verbündete der Partei seien, verwirklicht war.
Die von der KPD erhoffte spontane Erhebung mit „wilden“ Enteignungen durch örtliche Gruppen blieb trotz des Versuchs, sie künstlich zu inszenieren, komplett aus. Vom sowjetischen Diktator Josef Stalin persönlich kam dann der Befehl, alle Betriebe oberhalb der willkürlichen Grenze von 100 ha zu enteignen. Die konkrete Ausführung oblag den deutschen Kommunisten.

#### Folgen in Produktion und Versorgung
Schon zu Beginn der Umverteilungsaktion wollten viele potentiell Begünstigte die ihnen angebotenen Flächen, insbesondere von persönlich bekannten ehemaligen Besitzern, nicht annehmen. Vor allem aber waren weder die sowjetische Besatzungsmacht noch die deutschen Kommunisten in der Lage, die Bodenreform insoweit abzusichern, dass den Neubauern neben den Flächen auch ausreichend Produktionsmittel (Saatgut, Dünger, Tiere) zur Verfügung standen. Vielen Neubauern fehlten sogar Wohnhäuser und Ställe. Von den bis Ende 1948 geplanten 37.000 fertiggestellten Häusern wurden nur 748 Gehöfte wirklich vollendet und bei weiteren 4.431 hatte die Bautätigkeit zumindest begonnen. So hatten noch vor der Zwangskollektivierung mehr als ein Drittel aller Neubauern ihre Betriebe wieder verlassen. Auf den verlassenen Betrieben ließ sich nur in knapp einem Zehntel der Betriebe ein Nachfolger finden. Im April 1952 waren in der SBZ 235.000 ha nicht oder nur unzureichend bewirtschaftet. Im Zuge der Zwangskollektivierung wurden bis 1960 sämtliche Neubauernstellen wieder aufgelöst.

### Kollektivierung und Bildung der LPG ab 1949/1952

#### Vorbedingungen
Ende 1948 begann die Kollektivierung der Landwirtschaft im gesamten osteuropäischen Wirtschaftsraum. Der „Klassenkampf“ sollte auch auf dem Land vorangetrieben werden. Insbesondere die verbliebenen mittelgroßen Betriebe über 20 ha und auch die selbstverwalteten landwirtschaftlichen (Vorkriegs)organisationen wie Zuchtverbände, Raiffeisen-Genossenschaften u. a. wurden neben verbliebenen bürgerlichen Beamten und Wissenschaftlern zu Gegnern des Regimes erklärt. Die größeren Betriebe waren direkt nach Kriegsende wirtschaftlich sehr viel erfolgreicher als die kleineren Neubauern. Ihnen stand die gewachsene Infrastruktur und Technik bereit und sie hatten meist Betriebsleiter, die den Beruf des Landwirts erlernt hatten und über die nötigen Kenntnisse zur Führung des Betriebs verfügten. Obwohl der Staat von den größeren Betrieben sogar profitierte, da diese schon seit 1946 höhere Ablieferungsquoten erbringen mussten, wurden sie zum Klassenfeind erklärt und massiv benachteiligt gegenüber den Neubauern, welche selbst oft kaum ihren eigenen Bedarf erzeugen konnten. Ab 1. Januar 1949 wurden in rascher Folge neue Gesetze erlassen, die Betriebe über 20 ha gegenüber Kleinbauern benachteiligten. Neben der Benachteiligung bei der Versorgung mit Betriebsmitteln und Maschinen mussten Betriebe über 50 ha schon 1950 mehr als das Dreifache pro ha abliefern als Kleinbauern. 1952 hatten auch Betriebe über 20 ha fast das dreifache Ablieferungssoll gegenüber Kleinbauern. Ebenso wurde versucht, größere Bauern sozial auszugrenzen. Die bisherigen Strukturen innerhalb der landwirtschaftlichen Organisationen, besonders die Raiffeisen-Genossenschaften, in denen meist erfolgreiche Landwirte führende Positionen innehatten, wurden ab 1949 zerschlagen. In der neugegründeten Vereinigung der gegenseitigen Bauernhilfe (VdgB) und der ebenfalls neugegründeten Demokratischen Bauernpartei Deutschlands (DBD) wurden nur treue Parteigenossen der SED in Führungspositionen bestimmt.
Das Ziel war dabei, durch Justizterror die Landwirte zur Aufgabe zu bewegen. Massenhaft wurden Landwirte wegen nicht erfüllter Ablieferungsbestimmungen bestraft. Mit staatlichen Einkaufspreisen, die unter den Produktionskosten lagen, wurden die Betriebe bewusst in den wirtschaftlichen Ruin getrieben. Vielfach wurden Betriebsleiter verhaftet und die Betriebe wurden konfisziert. Als Folge flüchteten allein zwischen 1950 und 1952 über 5000 Landwirtsfamilien in die Bundesrepublik Deutschland, sodass mehr als 10 Prozent der großbäuerlichen Betriebe nicht mehr bewirtschaftet wurden, da sich nur in Ausnahmefällen neue Bewirtschafter finden ließen.
Ideologisch gab es schon seit 1948 Bestrebungen nach einer „zweiten Bodenreform“, in der die Landbesitzer enteignet und ein System ähnlich den sowjetischen Kolchosen installiert werden sollte. Nach den Erfahrungen in der UdSSR mit der Hungersnot 1932/33 mit Millionen von Toten nach der Zwangskollektivierung hatte Stalin noch Ende 1948 vor einer zu schnellen Umsetzung dieser Ideologie gewarnt. Angesichts notleidender Kleinbauern auf Neubauernstellen, einer sich ständig vergrößernden Anzahl in den Westen flüchtender Großbauern, einer Nichterfüllung des Fünfjahresplans sowie einer unzureichenden Versorgung der Läden mit Lebensmitteln drängte allerdings die SED-Führung auf eine Änderung der bisherigen Politik.

#### Umsetzung ab 1952
Am 24. April 1952 ließ die SED in ihrer Parteizeitung Neues Deutschland letztmals energisch Gerüchte dementieren, eine Kollektivierung stehe bevor, obwohl diese zu dem Zeitpunkt schon beschlossen war. Anfang April war eine hochrangige Kommission der SED in Moskau, wo sie von Stalin neben der Aufforderung nach einer endgültigen Abgrenzung nach Westen mit einer Schließung der Grenzen und dem Aufbau einer eigenen Armee auch die Anregung zur Gründung von Landwirtschaftlichen Produktionsgenossenschaften (LPG) bekommen hatte. Stalin hatte als Termin den Herbst 1952 festgelegt und ausdrücklich vor Zwangsmaßnahmen gewarnt und stattdessen die Schaffung von Mustergenossenschaften gefordert, aus denen eine Massenbewegung entstehen sollte. Nachdem die grundsätzliche Entscheidung in Moskau gefallen war, wurden im Politbüro der SED die entsprechenden Beschlüsse zur Umsetzung getroffen. Unter anderem wurde Landwirtschaftsminister Paul Scholz durch Wilhelm Schröder ersetzt, und es wurde ein Staatssekretär für Produktionsgenossenschaften im Ministerium für Landwirtschaft ernannt. Schon einen Tag später unterrichtete Walter Ulbricht in Berlin die Kreissekretäre der SED von dem agrarpolitischen Kurswechsel und gab ihnen Handlungsanweisungen zur Umsetzung. Dabei sollte die Einheitspartei nach außen nicht in Erscheinung treten, aber trotzdem jederzeit die Kontrolle behalten. Von den Kreisleitungen dazu aufgefordert, die auch für die Fahrgelegenheiten sorgten, trafen in der nächsten Zeit aus dem gesamten Staatsgebiet der DDR Delegationen im Landwirtschaftsministerium ein, welche die Bildung und Unterstützung von Produktionsgenossenschaften forderten.
Wenn auch diese Forderung nicht ganz freiwillig von den jeweiligen Landwirten gestellt wurde, waren nicht wenige Beteiligte durchaus interessiert. Dies waren fast ausschließlich wirtschaftlich eher erfolglose Neubauern, die im sozialen Gefüge ihres Dorfes keinen Platz gefunden hatten und gleichzeitig oftmals führende Positionen in der SED innerhalb ihres Umfeldes innehatten. Über die Maschinen-Traktoren-Station hatten sie Erfahrungen in genossenschaftlicher Zusammenarbeit. Die in den ersten Wochen im Juni/Juli 1952 gegründeten LPG waren demnach aus Eigeninteresse der sich vorher in einer Notlage befindlichen Betriebe freiwillig mit dem Wunsch nach Zusammenarbeit der Beteiligten gegründet worden.
Im Juli 1952 forderte die SED dann definitiv auf der II. Parteikonferenz die Kollektivierung der Landwirtschaft unter Berufung auf Forderungen „werktätiger Bauern“. Die drei LPG-Typen – Einbringen nur des Ackerlands (I), zusätzlich der Maschinen (II), des ganzen Betriebs mit Gebäuden (III) – wurden beschlossen.
Am 8. Juni 1952 wurde dann in Merxleben die erste LPG gegründet.
Relativ bald wurden die Probleme dieser Politik offensichtlich. Da sich fast nur wirtschaftlich schwache Betriebe zu Genossenschaften zusammenschlossen, während sich die überwiegende Anzahl der Landwirte weigerte beizutreten, waren auch die neu gegründeten Genossenschaften wirtschaftlich im Vergleich zu den verbliebenen Bauern kaum überlebensfähig. Obwohl schon Ende 1952 mehrere der besonders geförderten Muster-LPG zahlungsunfähig waren, erhöhte die SED den Druck auf die nicht beitrittswilligen Landwirte. Die LPG-Vorsitzenden wurden bewaffnet, Landwirte wurden inhaftiert, es wurden Schauprozesse in Dörfern abgehalten, die Ablieferungsverpflichtungen wurden willkürlich erhöht und immer mehr Landwirte wurden enteignet. Allein aufgrund einer Verordnung aus dem Februar wurden innerhalb von fünf Wochen 6500 Bauern enteignet. Polizei, Justiz und Stasi waren in dauerndem Einsatz.
| Quartal  | Anzahl |
| -------- | ------ |
| I. 1952  | 455    |
| I. 1953  | 5.685  |
| II. 1953 | 5.391  |

Eine weitere Folge der Kollektivierung war die Flucht tausender Landwirte in den Westen. Der versuchte Ersatz der Arbeitskräfte durch Industriearbeiter und sogar durch Strafgefangene scheiterte. In den Dörfern hieß es damals, dass sich der (tatsächlich nicht existierende) LPG Typ IV durchsetzen werde, „in dem die Menschen weg, aber der Betrieb noch da wären“.
Nach Stalins Tod im März 1953 ordnete die neue Moskauer Führung den Abbruch der Kollektivierung an. Die DDR-Führung gehorchte nur formal und betrieb in Wirklichkeit zwangsweise die Eingliederung in Produktionsgenossenschaften weiter, was die Probleme innerhalb der DDR, welche schon lange nicht mehr nur in der Landwirtschaft bestanden, weiter vergrößerte. Während des gesamten Winters 1952/53 hatte es Versorgungsschwierigkeiten mit Nahrungsmitteln gegeben und im Frühjahr hatte die SED zwei Millionen Bürgern sogar die Lebensmittelkarten entzogen.
Nach einer Zuspitzung der Situation Anfang Juni 1953 wurde die SED-Führung nach Moskau bestellt. Dort bekam sie die Aufträge zu der später als „Neuer Kurs“ bekanntgewordenen Änderung ihrer Politik. In dem am 10. Juni ohne eigene Kommentierung durch die deutschen Kommunisten veröffentlichten Text mussten diese Fehler einräumen und eine Kursänderung der seitherigen Politik ankündigen. Die ländliche Bevölkerung fasste das als Eingeständnis der Unfähigkeit der Regierung auf und es kam schon vor Unruhen in den großen Städten ab dem 12. Juni 1953 in den Dörfern zu Widerstandsaktionen gegen örtliche SED-Funktionäre.
Auch auf dem Land wurden die Aufstände mit militärischen Mitteln niedergeschlagen. Dörfer wurden mit Panzern umstellt und es kam zu vielen Verhaftungen. Als Folge der Ankündigungen im „Neuen Kurs“ lösten sich 10 Prozent der schon gegründeten LPG wieder auf und 30.000 vorherige Mitglieder verließen die Genossenschaften. Das Experiment Kollektivierung war damit, wenn auch nur vorerst, beendet. Auf einige der Forderungen, welche die Bauern während der Proteste gestellt hatten, wurde in den Wochen danach eingegangen. Insbesondere die Quoten der Ablieferungspflichten wurden gesenkt, finanzielle Forderungen des Staates gestundet oder ganz erlassen und vorerst wurde die Förderung auch einzelbäuerlicher Betriebe gleich welcher Größe durch den Staat betont.
Tatsächlich war die SED allerdings nicht bereit, ihren Kurs zu ändern. Im September 1953 wurde beschlossen, der Kollektivierung der Landwirtschaft weiter Priorität einzuräumen, mit der Hoffnung, die durch die verfehlte Politik entstandenen unbewirtschafteten Flächen, welche mit 16 Prozent der gesamten LN 1956 ihren Höchststand erreichten, wieder in die Produktion einzubringen. Der Versuch, brachliegende Flächen in Örtlichen Landwirtschaftsbetrieben (ÖLB) zusammenzufassen und zu bewirtschaften, war wenig erfolgreich und auch die nur unzureichend ausgerüsteten neugegründeten LPG waren als Nachfolger von ÖLB überfordert. Auch weil diesen meist kein landwirtschaftlicher Fachmann, sondern eher ein Parteigenosse vorstand. Die Phase der Umwandlung von ÖLB in LPG war ein weiterer Rückschlag in dem Bestreben nach Kollektivierung, weil die Familienbetriebe nur die unwirtschaftlichen neuen genossenschaftlichen Betriebe sahen und daran dem System die Schuld gaben.
| Jahr            | %     |
| --------------- | ----- |
| 1953            | 12,7  |
| 1954            | 12,0  |
| 1955            | 17,6  |
| 1956            | 21,5  |
| 1957            | 23,1  |
| 1958            | 27,9  |
| 1959            | 37,8  |
| 1960            | 84,1* |
| *Rest meist VEG |       |

Die durch den XX. Parteitag der KPdSU ab Februar 1956 eingeleiteten Maßnahmen zur vorsichtigen Entstalinisierung bewirkten auch Veränderungen in der Agrarpolitik der einzelnen Staaten im Ostblock. Während in Polen und Ungarn die Kollektivierung nicht weiter betrieben wurde, kam es in der DDR zu intellektuellen Diskussionen, die in den Dörfern Beachtung fanden. Das „Neue Agrarprogramm für die Entwicklung der Landwirtschaft beim Aufbau des Sozialismus in der DDR“, das von Kurt Vieweg im Oktober 1956 vorgelegt wurde, gelangte bei der ländlichen Bevölkerung zu einer gewissen Popularität, weil es von einem Fachmann mit agrarökonomischen Kenntnissen erarbeitet wurde und dadurch praktisch umsetzbare Forderungen enthielt. Darin wurde von einem langfristigen Nebeneinander von Einzelbauern und Genossenschaften ausgegangen. Vieweg ging zwar von einer Überlegenheit der Genossenschaften aus, diese sollten allerdings erst flächendeckend eingeführt werden, nachdem sie die Überlegenheit auch bewiesen hatten. Vorher sollte kein Betriebstyp einseitig gefördert oder benachteiligt werden. Nach dem Posener Aufstand und dem Ungarischen Volksaufstand setzten sich orthodoxe Kader innerhalb der SED durch; Vieweg und seine Assistentin Marga Langendorf wurden in der Folge entmachtet und als Konterrevolutionäre zu einer mehrjährigen Zuchthausstrafe verurteilt. Das offizielle Parteiprogramm enthielt weiterhin die Kollektivierung aller landwirtschaftlicher Betriebe, ohne dass es der SED gelang, die Diskussion in den Dörfern über das Papier von Vieweg zu unterbinden. In den Jahren zwischen 1956 und 1958 traten nur wenige Landwirte den Produktionsgenossenschaften bei.
Auf dem V. Parteitag im Juli 1958 hatte die SED beschlossen, die Zwangskollektivierung wieder voranzutreiben und bis 1965 abzuschließen. 1958 wurden auch die letzten Lebensmittelkarten in der DDR abgeschafft (in der Bundesrepublik schon 1950), was zu einem spürbar höheren Bedarf an Nahrungsmitteln führte, der trotz vorhandener Produktionssteigerungen nicht gedeckt werden konnte. Obwohl die Einzelbauern relativ mehr ablieferten als die Genossenschaften, bestand die Parteiführung der SED aus ideologischen Gründen auf eine komplette Vergenossenschaftlichung. Ende 1959 wurden 45,1 Prozent der landwirtschaftlichen Nutzfläche von bis dahin 9.566 bestehenden Produktionsgenossenschaften bewirtschaftet. In 365 Dörfern gab es keine Einzelbauern mehr. Dem standen rund 400.000 Betriebe gegenüber, die privat bewirtschaftet wurden, und in 883 Dörfern gab es keine LPG. Nachdem sich im Vorjahr noch mehr als 10 Prozent der Landwirte einer LPG angeschlossen hatten, stagnierte diese Entwicklung Anfang 1959. Im ersten Quartal hatten nur 1,1 Prozent der Landwirte sich zum Wechsel entschieden. Agrarpolitisch gab es gleichzeitig eine Versorgungs- und Kollektivierungskrise. Am 3. Juni 1959 beschloss die Volkskammer das Gesetz über die Einrichtung von Genossenschaften.
Nachdem der Kreis Eilenburg, in dem die Produktionsnormen vorher besonders weit unterschritten wurden, am 12. Dezember 1959 als erster Kreis gemeldet hatte, dass alle Landwirte einer LPG beigetreten seien und deshalb durch die „Bewusstseinsänderung der Menschen in unseren Dörfern“ bald die Pläne übererfüllt würden, wurde das von der SED kritiklos geglaubt. Da sie in der Kollektivierung weiter die einzige Möglichkeit zur Behebung des Versorgungsnotstands sah, wurden Überlegungen zu Zwangsmaßnahmen gegen die seit 1953 widersetzliche ländliche Bevölkerung angestellt. Freiwillige Beitritte waren ab 1960 bedeutungslos und aus Berlin kam die ultimative Anweisung, die Kollektivierung zu vollenden. Da offiziell kein Zwang angewendet werden sollte, wurden Organe der Polizei, der Justiz und der Staatssicherheit, aber auch Arbeiter, Studenten und Mitglieder der Kampfgruppen der Arbeiterklasse zu den Landwirten geschickt, um diese zu „überzeugen“. Diese hatten keine Beschwerdemöglichkeit. Wer sich gegen die ungesetzlichen Methoden wie eingeschlagene Fenster, Eindringen der „Werber“ in die Wohnung, Psychoterror mit Lautsprecherwagen rund um die Uhr und anderes wehrte, musste damit rechnen, als Klassenfeind und Provokateur von Staatsanwälten und der Justiz gedemütigt und eingesperrt zu werden. Viele Landwirtsfamilien sahen als Ausweg nur den erzwungenen Beitritt, ihre Höfe durch Brandstiftung zu zerstören oder Suizid. Gleichzeitig kam es zu einer neuen Welle von Republikfluchten durch Landwirte. Im ersten Halbjahr 1960 gelang das mit 5.257 vorher in der Landwirtschaft tätigen Personen doppelt so vielen wie im Vorjahreszeitraum. Ungefähr gleich viele wurden beim Versuch verhaftet. Ihr Ziel erreichte die SED-Führung jedoch und Walter Ulbricht berichtete am 25. April 1964 der Volkskammer das Ende aller agrarischen Schwierigkeiten, weil die Vergenossenschaftlichung erfolgreich abgeschlossen sei. Nur sehr wenige Einzelbetriebe wie Hof Marienhöhe, der von einer österreichischen Besitzerin geleitet wurde, schafften es weiter, als Einzelbetrieb zu wirtschaften.
| Jahr | Anzahl der LPG | Anzahl der Mitglieder | LN in ha  | LN in % der DDR       |
| ---- | -------------- | --------------------- | --------- | --------------------- |
| 1956 | 6.281          | 219.559               | 1.500.700 | 23,2                  |
| 1957 | 6.691          | 229.026               | 1.631.900 | 25,2                  |
| 1958 | 9.637          | 352.938               | 2.386.000 | 37,0                  |
| 1959 | 10.132         | 435.365               | 2.794.300 | 43,5                  |
| 1960 | 19.345         | 961.539               | 5.384.400 | 84,4 (Rest meist VEG) |

|  | 1958: Bauernforum in Hohenkirchen mit Paul Verner. Am 10.11.1958 fand im Kulturhaus der Kleingärtner in Hohenkirchen im Kreis Rochlitz ein Bauernforum statt. Auf dem Forum beantwortete der Spitzenkandidat des Wahlkreises 18, Paul Verner, die Fragen der Bauern. Besonders interessierten sich die werktätigen Einzelbauern für die Perspektiven der Bauern in LPG’s. UBz: Paul Verner bei seinem Referat. |
|  | 1960: […] Voller Empörung wenden sich die Mitglieder der LPG „Otto Buchwitz“ in Lampertswalde, Kreis Oschatz, gegen die Versuche des Rias, durch faustdicke Lügen die Entwicklung im Dorfe zu hemmen. Der amerikanische Hetzsender hatte die verlogene Behauptung aufgestellt, in Lampertswalde hätten sich mehrere Bauern erhängt, um einen Eintritt in die LPG zu entgehen. […] UBz: „Ich bin von niemanden gezwungen worden, der LPG beizutreten. Noch weniger habe ich einen Grund, mich aufzuhängen“, erklärte die Genossenschaftsbäuerin Hildegard Eulitz, […]. „Wir haben diesen Schritt freiwillig getan, weil wir erkannten, daß die Zukunft den LPG gehört.“ […]             |
|  | 1960: Bauern des Kreises Guben werden dem Präsidenten Ehre machen. Am 9. März 1960 verteilten Agitatoren der Nationalen Front im Kreis Guben Flugblätter mit dem Brief Präsident Wilhelm Piecks, in dem er die Hoffnung ausdrückt, daß sein Heimatkreis der erste vollgenossenschaftliche Kreis des Bezirkes Cottbus werden möge. […] UBz: […] Wilhelm Krautz sagte: „Wir waren im Kreis Guben in all den Jahren immer vorn. Dann sind wir zeitweilig stecken geblieben, und jetzt sind wir wieder im Aufstieg. Wir Gubener machen unserem Präsidenten Ehre. Vor mehreren Tagen gab ich bereits meine Unterschrift für die Genossenschaft.“                                            |
|  | 1960: Gestern noch Einzelbauer heute schon Agitator für das Neue. Kollege Emil Graba einer der guten Bauern aus Altgolßen, wurde in der vergangenen Woche Mitglied der LPG „Florian Geyer“. Er wollte nicht länger abseits stehen, wenn es darum geht, den Golßener Elan im gesamten Dorf zu entfachen, Deshalb ging er auch mit zum Einzelbauern Friedrich Schur. „Ich kann nicht begreifen, wie Du so schnell in die LPG gehen kannst“, sagte Einzelbauer Schur zum Kollegen Garba. „[…] Aber Du weißt doch, dass wir, als Einzelbauern mit der LPG nicht Schritt halten können. Der Sozialismus kommt doch sowieso, und da sollten wir alle mitmachen und nicht länger zögern.“ […] |

#### Unmittelbare Folgen
Nach Abschluss der Zwangskollektivierung war die SED-Führung der Überzeugung, dass sich die nun mögliche zentrale Planwirtschaft in der Landwirtschaft kurzfristig als der westlichen Wirtschaftsform überlegen erweisen würde. Die Produktionszahlen blieben dann aber von Anfang an weit hinter den Erwartungen zurück. Allein 29 Millionen Tonnen Fleisch wurden bis Ende Mai weniger abgeliefert, als im Plan vorgesehen. Frischobst gab es gar nicht und Frischgemüse fast nicht in Geschäften. Der Bedarf an Hülsenfrüchten wurde nur zu 60 bis 70 Prozent gedeckt und an Konserven gab es nur Kürbis und Pflaumen. Die Versorgungsschwierigkeiten waren in den Monaten nach der Zwangskollektivierung eines der wichtigsten Gesprächsthemen, woran in der Bevölkerung die Ursache in der mangelnden Produktivität der LPG gesehen wurde.
Obwohl in der Summe viele Faktoren in einzelnen Betrieben zu finden waren, wie die überbordende Verwaltung und die Profilierungssucht einzelner Funktionäre, waren andere Probleme systembedingt und betrafen die Gesamtorganisation der Agrarpolitik. Es gab auch für die landwirtschaftlichen Betriebe permanente Engpässe an Betriebsmitteln. Es fehlte an Treibstoff und Ersatzteilen für die Maschinen und zu Anfang war der Viehbestand in den meisten Betrieben für die Fläche zu niedrig.
Das größte Problem war aber die mangelnde Bereitschaft der unfreiwillig zum Beitritt gezwungenen Mitglieder, dort zum Erfolg beizutragen. In manchen Gegenden wählten sie als Selbstbezeichnung „Märzgefallene“ und es griff eine „Arbeite-langsam-Ideologie“ um sich. Viele versuchten, ihre Arbeitsenergie auf die 0,5 ha Fläche zu konzentrieren, die jeder als Persönliche Hauswirtschaft weiter in eigener Verantwortung außerhalb der LPG bewirtschaften und nutzen durfte.
Die Republikfluchten nahmen weiter zu: 1960 flüchteten 10.233 in der Landwirtschaft tätige Personen und im ersten Quartal 1961, dem Jahr des Mauerbaus, in dem auch die Sicherung der Innerdeutschen Grenze verstärkt wurde, weitere 2.401. Gleichzeitig kam es zu Austrittswellen aus den Landwirtschaftlichen Produktionsgenossenschaften. Die gesamtgesellschaftlichen und ökonomischen Probleme waren existentiell für die SED und den Staat DDR. Die einzige Lösung, die ihr einfiel, war, insbesondere wegen des deutlich sichtbaren besseren Lebensstandards im Westen, eine komplette Schließung der Grenzen. Die verfehlte Agrarpolitik hatte an der schwierigen Lage in der DDR großen Anteil. Direkte Folgen hatte der Mauerbau nur für wenige auf dem Land. Weil sehr viele mit der Situation Unzufriedene vorher die DDR verlassen hatten, kam es zu keinen Protesten. Im Gegenteil schrieb ein Stasi-Mitarbeiter: „Zu den Sicherungsmaßnahmen in Berlin ist zu sagen, dass sich diese sehr günstig auswirkten. Man hört Niemanden mehr nörgeln und jeder gibt sich Mühe mitzuarbeiten.“

### „Industrialisierung“ und Spezialisierung ab den 1960er Jahren
Der erzwungenen Kollektivierung folgte eine Phase, in der es die politische Vorgabe war, die Arbeitsverhältnisse und die Produktionsprozesse denen der „Werktätigen“ in der Industrie anzugleichen. Außerdem sollte die Struktur der bestehenden LPG weg vom zu Beginn der 1960er Jahre vorherrschenden Typ I hin zum auch die Stallhaltung einschließenden Typ III verändert werden. Mehrere LPG bildeten größere Komplexe, die KAP (Kooperative Abteilung Pflanzenproduktion), die noch größere Flächen mit weniger Sorten bewirtschafteten. 1975 gab es davon 1210 Einheiten, die 79 % der LN zur Verfügung hatten. Die durchschnittliche Betriebsgröße lag bei 4130 ha.
Zu Beginn der 1970er Jahre gab es fast nur noch LPG Typ III. 1973 wurden die Betriebe auf Betreiben des SED-ZK-Sekretärs Gerhard Grüneberg getrennt. Die Pflanzenproduktionen mehrerer LPG wurden zu einer LPG (P) zusammengefasst und die verbliebenen Rumpfgenossenschaften alleine oder auch nach dem Zusammenschluss mehrerer Betriebe als LPG (T) spezialisiert nur auf Tierhaltung weiter geführt. Die riesigen Ställe fassten oft mehr als 3.000 Tiere. Vorbild war die industrielle Agrarwirtschaft ausgerechnet der USA.
Die gewünschten Synergieeffekte ergaben sich nicht, im Gegenteil konkurrierten sogar Pflanzen- und Tierhaltungsbetriebe um knappe Ressourcen wie beispielsweise Arbeitskräfte und Dünger. Außerdem bestand für die LPG (P) wenig Anreiz, hochwertige Futtermittel zu produzieren, und die LPG (T) sahen oft keine Notwendigkeit, ausreichende Lagerflächen für Wirtschaftsdünger zu schaffen, sodass dieser wenig nutzbringend eingesetzt werden konnte. Die Transportkosten stiegen, die größeren Maschinen verfestigten den Boden. Ein Stopp beendete 1978 die weitere Konzentration, erst nach Grünebergs Tod 1981 wurden die Größen langsam wieder reduziert, Tier- und Pflanzenproduktion wieder zusammengelegt. Zwischen 1971 und 1978 musste die DDR für 3,8 Mrd. Valutamark Getreide aus dem Westen importieren.
In den 1980er Jahren wuchs Kritik an der mangelnden Versorgung z. B. mit hochwertigem Fleisch. Mehr Düngemittel und Pestizide sollten trotz der Umweltschädigung helfen. Die Technik wurde zu wenig erneuert, weil keine Mittel für Investitionen bereit standen. 1984 wurden die Agrarpreise zwar erhöht, die Preise aber durch Nahrungsmittelsubventionen durch den Staat trotzdem stabil gehalten, 1985 wurden die Nahrungsmittelpreise im Durchschnitt zu 45 % bezuschusst. Die Agrarproduktion stieg dennoch nicht, nach einer Erhöhung der Brotgetreidequote musste Futtergetreide eingeführt werden. Fleischerzeugnisse wurden aber wegen der Devisen auch ausgeführt, sodass die eigene Bevölkerung weniger Fleisch erhalten konnte.

### Im vereinten Deutschland ab 1990
Nach der Wende war die ostdeutsche Landwirtschaft trotz der bestehenden Betriebsstrukturen nicht konkurrenzfähig. Viel zu viele Beschäftigte erreichten mit der maroden Technik und den veralteten Stallgebäuden nur unzureichende Ertragsleistungen. Es erfolgte ein grundlegender Umbau der Landwirtschaft. Die LPG wurden vielfach in Gesellschaften mit beschränkter Haftung oder in eingetragene Genossenschaften nach dem Genossenschaftsgesetz umgewandelt. Die Restitution von enteigneten Grundstücken und der Verkauf von LPG-Land gab die Basis für Wiedereinrichter.
Neuregelung der Eigentumsverhältnisse
| Betriebsform           | Anteil in % |
| ---------------------- | ----------- |
| Genossenschaften       | 31          |
| GmbH                   | 22          |
| Aktiengesellschaften   | 1           |
| Einzelunternehmer      | 22          |
| Personengesellschaften | 22          |

Im Gegensatz zur sonstigen Wirtschaft, wo die meisten Betriebe sich im Volkseigentum befanden (siehe Deutsche Wiedervereinigung#Neuordnung der Eigentumsverhältnisse), war der Produktionsfaktor Boden mit den alten Hofgrundstücken und auch die ursprünglich eingebrachten Viehbestände und Maschinen auch nach DDR-Recht im Eigentum der ursprünglichen Besitzer verblieben. Ausnahmen waren nur die schon vor 1948 während der Bodenreform enteigneten Großgrundbesitzer und spätere Zwangsversteigerungen und Enteignungen aus politischen Gründen, beispielsweise nach geglückter Republikflucht.
Direkt nach der Wiedervereinigung gab es Bestrebungen, gefordert aus der sich traditionell dem bäuerlichen Familienbetrieb verpflichtet fühlenden bundesrepublikanischen Agrarpolitik und dem als Lobbyorganisation einflussreichen Bauernverband, einzelbäuerliche Betriebe gegenüber den 1989 bestehenden 3.844 LPG und 464 Volkseigenen Gütern (VEG) zu bevorzugen. In der Diskussion gab es aber jederzeit Stimmen, die sich für den Erhalt der Großbetriebe aussprachen. Spätestens 1991/92, als sich auch der Bauernverband entschlossen hatte, Kapitalgesellschaften als Mitglieder aufzunehmen, war dann klar, dass es bei einem Nebeneinander sowohl von Familienbetrieben als auch von LPG-Nachfolgeunternehmen bleiben soll.
Im Landwirtschaftsanpassungsgesetz war im Sommer 1990 noch von der letzten, schon frei gewählten Volkskammer die praktische Umsetzung des Rechtsübergangs von den volkseigenen Betrieben zu marktwirtschaftlichen geregelt worden.

Informationen zu den Altschulden: 

## Landtechnik

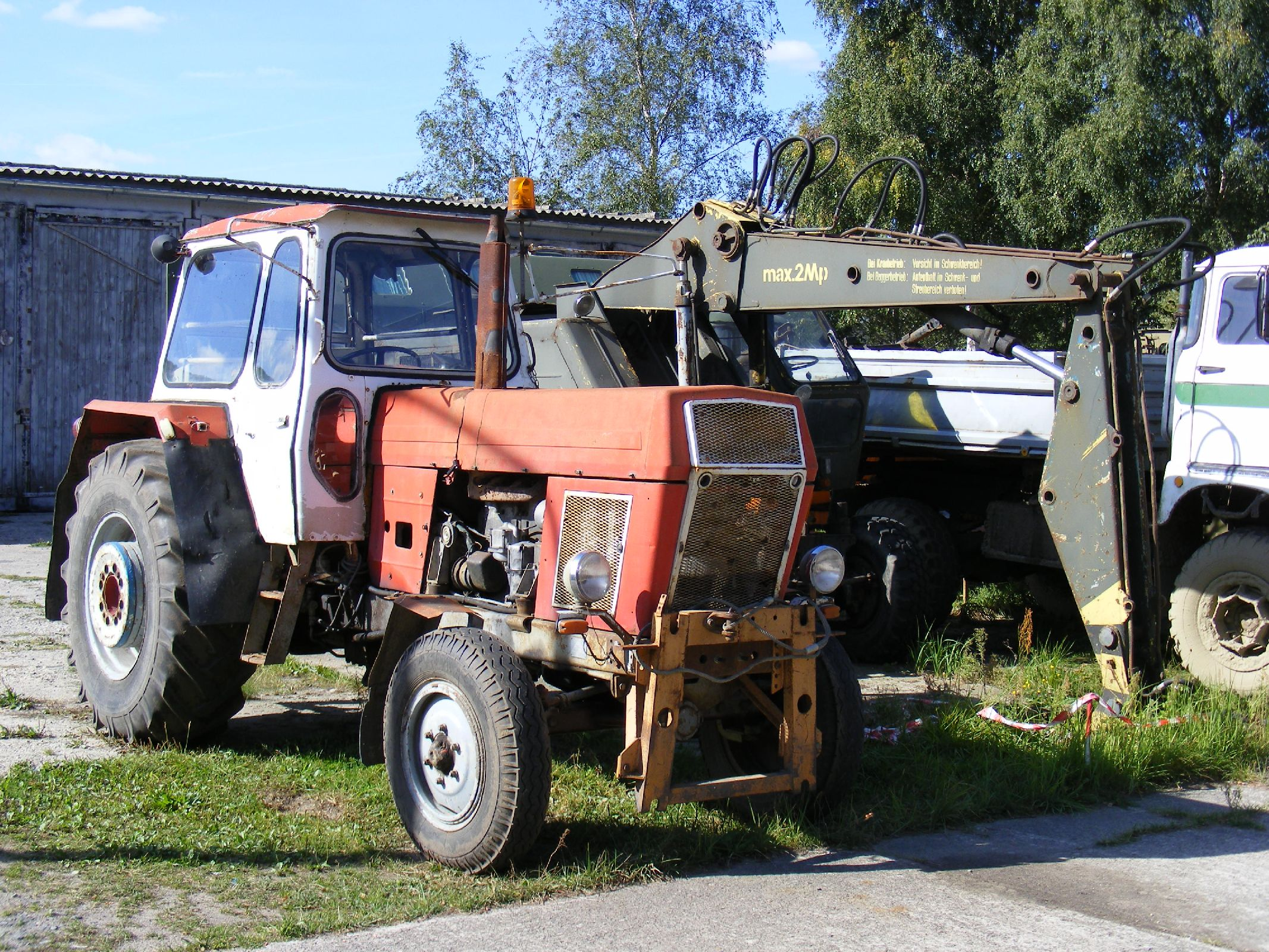
Fortschritt Traktor ZT 300

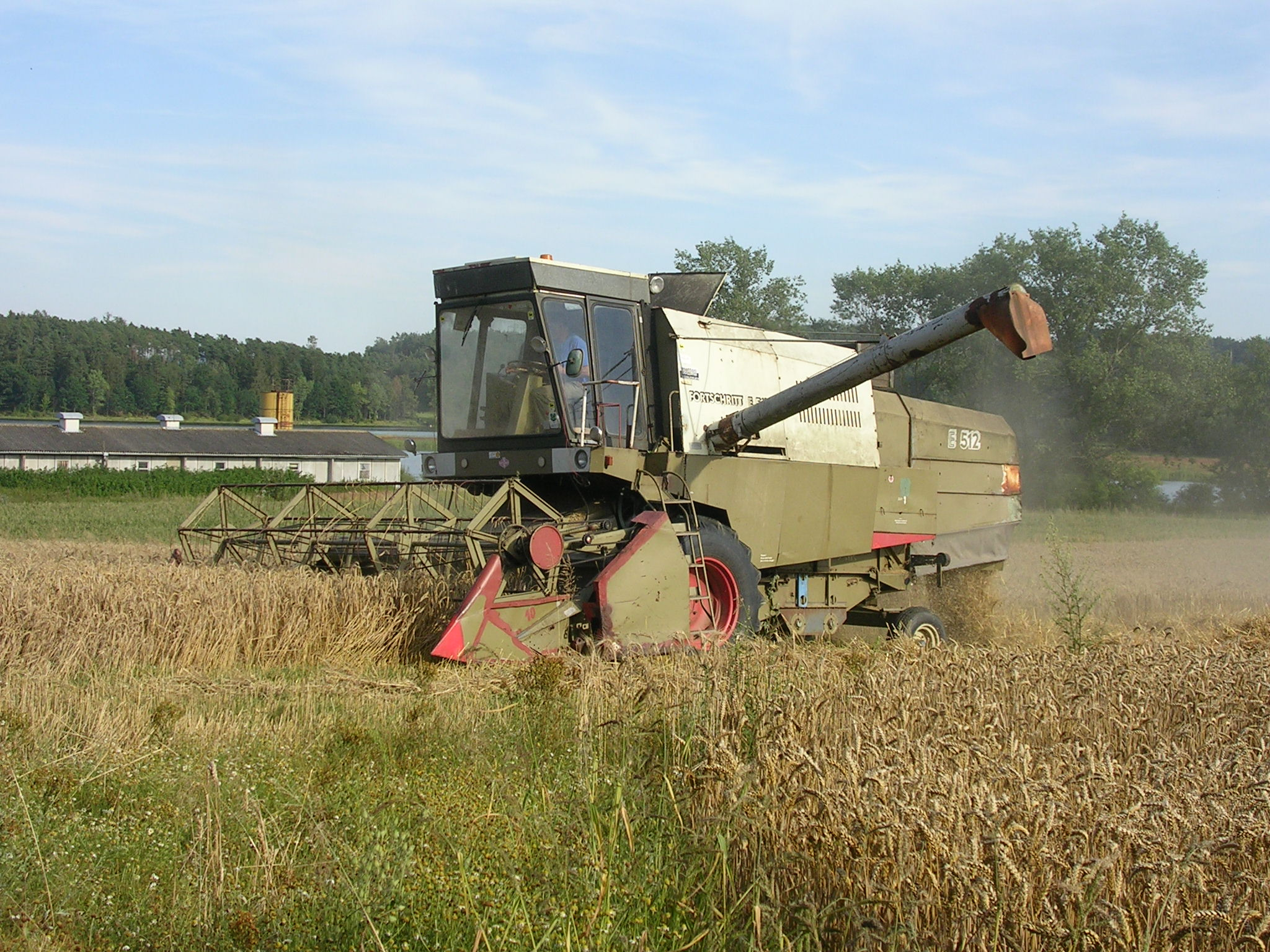
Mähdrescher E512

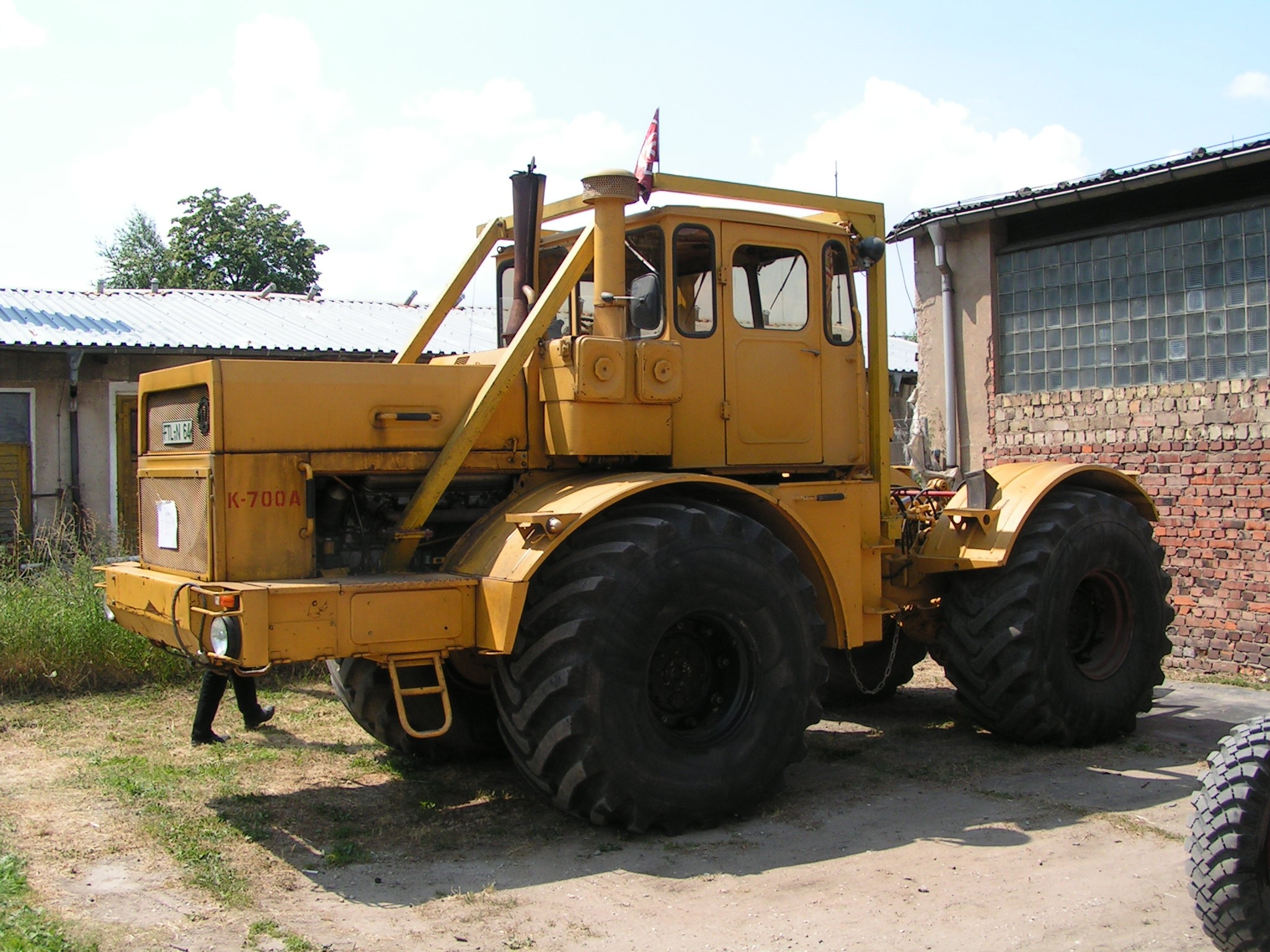
Kirowez K-700A

Nach dem Krieg entwickelte sich in der SBZ und später in der DDR eine Vielzahl von Landmaschinenherstellern mit festgelegter Spezialisierung entsprechend der Planwirtschaft. Das Kombinat Fortschritt Landmaschinen war ab 1978 der wesentliche Hersteller und Anbieter von Landmaschinen in der DDR. Die Produktion an Landmaschinen konnte besonders anfänglich den Bedarf nicht decken, bis 1949 wurden auch erhebliche Reparationslieferungen in die UdSSR durchgeführt. Im Gartenbau und der privaten Landwirtschaft wurden auch Eigenbautraktoren eingesetzt. Ab 1949 wurden Universalgeräteträger entwickelt, das war ursprünglich der „Maulwurf“, 1951 bis 1956 waren es dann 5751 Stück ´RS 08 und 1954 bis 1961 12.000 Stück RS 09. Diese Geräteträger mit einer Vielzahl von verschiedenen Anbaugeräten waren besonders wichtig für die große Anzahl der mit rund 10 ha relativ kleinen Bodenreformwirtschaften und später der ersten LPGen. In der Bundesrepublik Deutschland wurden ähnliche Maschinen seit den 1950er Jahren gefertigt und eingesetzt. Diese in Serie gefertigten Kleintraktoren sollten durch modularen Aufbau unterschiedlichsten Zwecken dienen und waren daher wirtschaftlicher als bisherige Traktoren.
Mit der Stabilisierung der Mittelbauernschicht und dem Entstehen der ersten LPGen wurden größere Traktoren benötigt. Das waren 1949 bis 1952 3761 Stück „Aktivist“, 1953 bis 1956 7574 Stück RS 04/30. Mit der Kollektivierung 1960 wurden dann größere und schwerere Traktoren benötigt, so z. B. der „Famulus“ mit 3820 Stück von 1960 bis 1963. Ab 1967 begann dann die Produktion des Standardtraktors ZT 300, der in der Grundversion mit einer Stückzahl von 35.000 gefertigt und eingesetzt wurde und 1983 in der Version ZT 320.
Für schwere Aufgaben wie Tiefpflügen wurden die sowjetischen Allradtraktoren K-700 verwendet. Die kleinen Traktoren des sowjetischen Herstellers Belarus, zum Beispiel vom Typ MTZ-82, waren in verschiedenen Ausführungen ebenfalls vorhanden. Auch polnische (Ursus) oder tschechische (Zetor) Modelle waren anzutreffen.
Eine ähnliche Entwicklung nahmen auch andere Landmaschinenzweige. Die am häufigsten eingesetzten Maschinen waren die Traktorenreihe ZT 300 und Mähdrescher E 175, E 512 ab 1968, sowie die Nachfolger E 516 ab 1978 und E 514 ab 1983.
Die Mechanisierung der Landwirtschaft wurde vordringlich durch die Großbetriebe vorgenommen. Um auch Kleinbauern Zugriff auf Maschinen zu ermöglichen, wurden nach der Bodenreform Maschinen-Ausleih-Stationen (MAS) bzw. Maschinen-Traktoren-Stationen (MTS) eingerichtet. Ab den 1970er Jahren gingen diese dann mit Belegschaft als Angestellte und mit der Technik in die LPGen des jeweiligen Bereiches über. Deren Betriebsstätten und Handwerker übernahmen dann die Reparatur- und Serviceleistungen der bereichlichen Landmaschinen in den Landtechnischen Anlagenbaubetrieben (LTA).
Für die verlustarme Lagerung und Trocknung der Getreideernte wurden in jedem Kreis spezialisierte Agrarbetriebe gegründet. Im Bereich der Tierproduktion wurden normierte Stallanlagen als Typenbauten entwickelt. Für die Erschließung brachliegender Flächen (beispielsweise im Oderbruch) wurden Spezialbetriebe für Meliorationsbau gegründet. Für die Düngung und Unkrautbekämpfung wurden die Agro-Chemischen-Zentren (ACZ) in den Kreisen gebildet, die unter anderem auch die Einsätze der Agrarflugzeuge leiteten.

## Beschäftigte in der Landwirtschaft
Auch in der DDR (wie in den anderen Industrieländern) fand eine Tertiärisierung, eine Verschiebung von Beschäftigtenzahlen von der Landwirtschaft (Primärsektor) in die Industrie (Sekundärsektor) und von dort in die Dienstleistungsberufe (Tertiärsektor) statt. Für die Landwirtschaft bedeutete dies ein kontinuierliches Sinken der Beschäftigtenzahlen und des Anteils landwirtschaftlicher Produkte am Wert des Volkseinkommens. Dieser säkulare Prozess war ein Ergebnis der fortschreitenden Industrialisierung der Landwirtschaft und des technischen Fortschrittes. Jedoch fiel diese Entwicklung wesentlich geringer aus, als gleichzeitig in der Bundesrepublik.
In der DDR sank der Anteil der in der Landwirtschaft tätigen Beschäftigten von 27,9 % im Jahr 1950 auf 10,8 % im Jahre 1989. In der Bundesrepublik war der Anteil in der gleichen Zeit auf 3,9 % gesunken. Dies wurde so bewertet, dass die Landwirtschaft der DDR 1989 den Produktivitätsgrad erreicht hätte, der im Westen im Jahr 1965 erreicht worden war. Allerdings waren in der Landwirtschaft der DDR, insbesondere in den Landwirtschaftlichen Produktionsgenossenschaften (LPG), eine Vielzahl an Arbeitskräften tätig, welche nicht dem unmittelbaren Produktionssektor zugerechnet wurden (Verwaltung, Hilfs- und Nebenbereiche, Versorgung, kultureller Bereich u. a.). Für Thüringen wurde z. B. angegeben, dass nur 58 % der Beschäftigten der Landwirtschaft im Produktionsbereich tätig waren.
Als Ursache für die geringere Produktivität wird einerseits vor allem die Zerstörung der Schicht der bäuerlichen Familienunternehmen genannt. Nicht zuletzt durch die Bodenreform waren 1950 25 % der arbeitenden Bevölkerung der DDR selbstständig oder mithelfende Familienangehörige. 1989 waren es gerade noch einmal 2,1 %. In der Landwirtschaft hatte die Kollektivierung aus eigenverantwortlichen Unternehmern unselbstständige Beschäftigte gemacht. Andererseits wird die schwierige Situation in der Landwirtschaft ebenso mit ihrer Einbettung in die Mangelwirtschaft der DDR erklärt. So musste die mangelnde Ausrüstung und Belieferung mit Hilfsleistungen/-stoffen von den LPG selbst kompensiert werden.

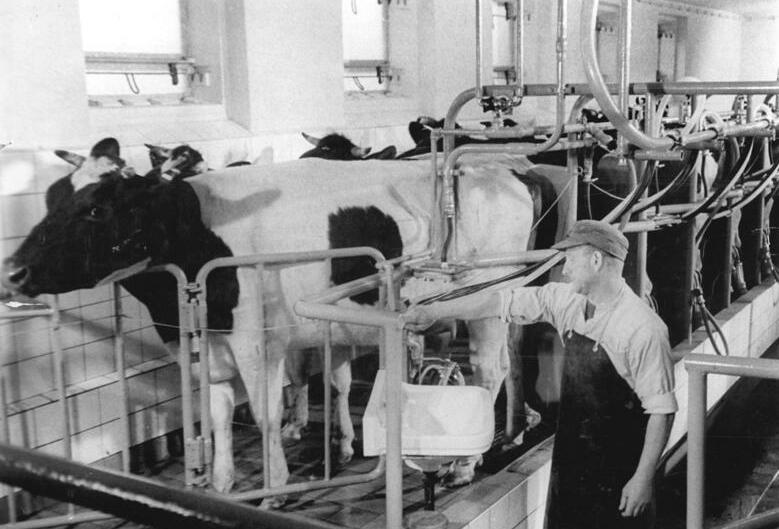
Mustermelkstand auf der Landwirtschaftsausstellung in Markkleeberg (1958)

## Organisationen
Als politische Organisation der Landbevölkerung wurde im November 1945 die Vereinigung der gegenseitigen Bauernhilfe als Massenorganisation gegründet. Bei den Landtagswahlen in der SBZ 1946 erreichte der VdgB nur 2,9 % der Stimmen. Wie die anderen Parteien wurde auch der VdgB gleichgeschaltet und in die Nationale Front eingegliedert.
Oberste Landwirtschaftsbehörde war das Ministerium für Land-, Forst- und Nahrungsgüterwirtschaft der DDR. Minister waren Ernst Goldenbaum, Paul Scholz, Georg Ewald, Heinz Kuhrig, Bruno Lietz, Hans Watzek und Peter Pollack.
Für die wissenschaftliche Ausbildung und Forschung im Agrarbereich gab es seit 1951 die Akademie der Landwirtschaftswissenschaften der DDR, der mehrere Hochschuleinrichtungen zuarbeiteten.

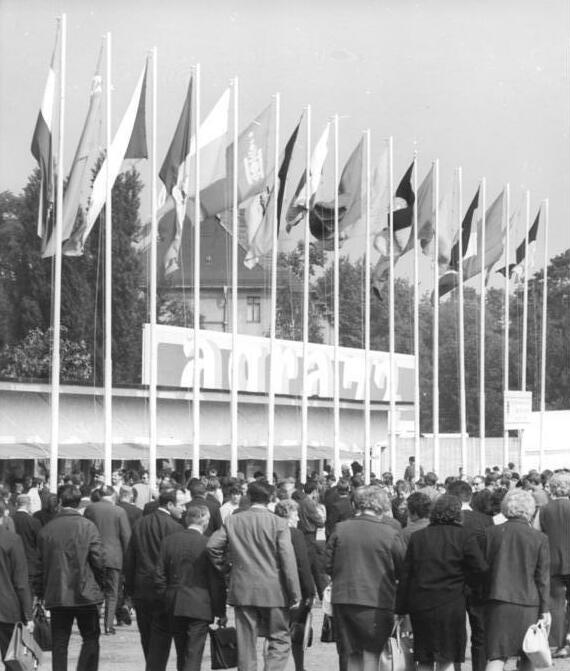
agra 72, Landwirtschaftsausstellung mit internationaler Beteiligung 1972

Die agra in Markkleeberg war die wichtigste Landwirtschaftsausstellung der DDR.

## Landwirtschaft in Ideologie und Propaganda

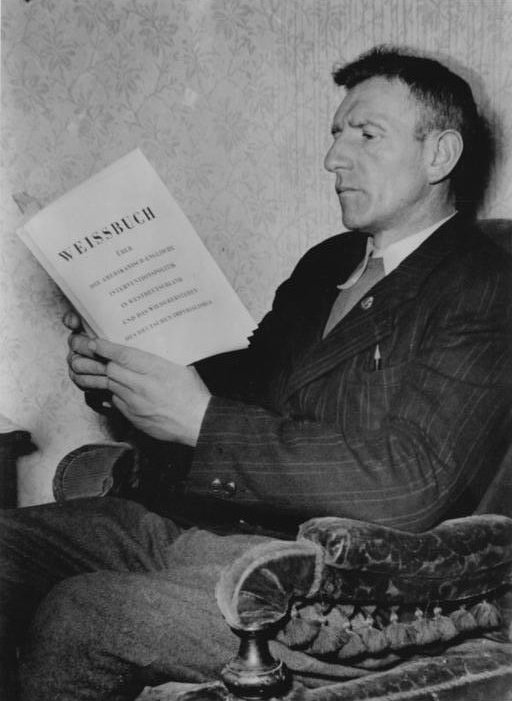
Propaganda-Bild. Originalbildbeschreibung von 1952: Meisterbauer Schimke aus Löbersdorf bei Bitterfeld (siehe Begleittext). UBz: Neben seiner anstrengenden landwirtschaftlichen Tätigkeit liest er in seiner Freizeit politische Literatur. Das Weißbuch hat ihm, wie er sagt, die Augen über die Remilitarisierung in Westdeutschland geöffnet.

Die Landwirtschaft spielte eine wesentliche Rolle im Selbstverständnis der DDR. Die DDR verstand sich als Arbeiter-und-Bauern-Staat, die Landwirtschaft stand daher ebenfalls im Mittelpunkt der Propaganda von SED und DDR. Die Bauernschaft wurde als Klasse verstanden, die gemeinsam mit der Arbeiterklasse die Macht ausübte. Im Staatswappen der DDR symbolisierte der Ährenkranz, in der Flagge der Sowjetunion, dem Großen Bruder der DDR, Hammer und Sichel die Sichel die Klasse der Bauern. Nach der Gründung der Demokratischen Bauernpartei Deutschlands (DBD) im April 1948 erreichte diese Blockpartei bald 80.000 Mitglieder. Die DBD war Herausgeber der Tageszeitung Bauernecho.
Besonders bei der Erntezeit erlebte die DDR-Bevölkerung eine enorme Propaganda in den Medien. Um die jährlichen Ernteverluste zu reduzieren, wurden republikweit Sonderbrigaden mit Erntehelfern gebildet. Große Aufmerksamkeit erhielt der Landmaschinenbau in der Messeberichterstattung, so etwa über die Landwirtschaftsausstellung agra in Markkleeberg. DDR-Agrartechnik wurde beispielsweise in asiatische und afrikanische Länder, aber auch westliche Staaten wie Frankreich oder die Bundesrepublik Deutschland als Kompensation für Rohstoffe und Nahrungsgüter geliefert. DDR-Agrarexperten wurden als Aufbauhelfer beispielsweise in Nicaragua und Äthiopien eingesetzt.
Von 1972 bis 1978 sendete das Fernsehen der DDR ca. 80 Folgen des Landwirtschaftsmagazins Dorf modern, in dem kulturelle, wirtschaftliche und agrarpolitische Themen vorgestellt wurden.